# Апостольский нунций в Таиланде
Апостольский нунций в Королевстве Таиланд — дипломатический представитель Святого Престола в Таиланде. Данный дипломатический пост занимает церковно-дипломатический представитель Ватикана в ранге посла. Апостольская нунциатура в Таиланде была учреждена на постоянной основе 25 апреля 1969 года. Её резиденция находится в Бангкоке.
В настоящее время Апостольским нунцием в Таиланде является архиепископ Питер Брайан Уэллс, назначенный Папой Франциском 8 февраля 2023 года.

## История
Апостольская делегатура в Таиланде была учреждена 24 августа 1957 года, бреве «Expedit et Romanorum» папы римского Пия XII, на территории, взятой от Апостольской делегатуры Индокитая. 27 ноября 1957 года взяла название Апостольская делегатура Таиланда и полуострова Малакки. В дальнейшем название изменяется ещё раз дважды, когда происходит расширение её юрисдикции над Лаосом, а затем и над Сингапуром (13 ноября 1967 года), пока она не взяла название Апостольская делегатура Таиланда, Лаоса, Малакки и Сингапура.
Апостольская нунциатура в Таиланде была учреждена 25 апреля 1969 года, бреве «Instans Illa» папы римского Павла VI. Одновременно с этим Апостольская делегатура Таиланда, Лаоса, Малакки и Сингапура взяла новое название Апостольская делегатура в Лаосе, Малакке и Сингапуре. Апостольский нунций в Таиланде также является по совместительству Апостольским нунцием в Камбодже и апостольским делегатом в Лаосе и Мьянме.

## Апостольские нунции в Таиланде

### Апостольские делегаты
- Джон Гордон — (10 февраля 1962 — 1965 — назначен апостольским делегатом в Северной Африке);
- Анджело Педрони — (7 апреля 1965 — 1967 — назначен официалом Государственного секретариата Ватикана);
- Жан Жадо — (23 февраля 1968 — 28 августа 1969 — назначен апостольским нунцием).

### Апостольские нунции
- Жан Жадо — (28 августа 1969 — 15 мая 1971 — назначен апостольским делегатом в Экваториальной Гвинее и апостольским про-нунцием в Габоне и Камеруне);
- Джованни Моретти — (9 сентября 1971 — 13 марта 1978 — назначен апостольским про-нунцием в Судане и апостольским делегатом  на Аравийском полуострове);
- Сильвио Луони — (15 мая 1978 — 1980, в отставке);
- Ренато Раффаэле Мартино — (14 сентября 1980 — 3 декабря 1986 — назначен Постоянным наблюдателем Святого Престола при Организации Объединённых Наций);
- Альберто Трикарио — (28 февраля 1987 — 26 июля 1993 — назначен официалом Государственного секретариата Ватикана);
- Луиджи Брессан — (26 июля 1993 — 25 марта 1999 — назначен архиепископом Тренто);
- Адриано Бернардини — (24 июля 1999 — 26 апреля 2003 — назначен апостольским нунцием в Аргентине);
- Сальваторе Пеннаккьо — (20 сентября 2003 — 8 мая 2010 — назначен апостольским нунцием в Индии);
- Джованни Д’Аньелло — (22 сентября 2010 — 10 февраля 2012 — назначен апостольским нунцием в Бразилии);
- Павел Чанг Ин-нам — (4 августа 2012 — 16 июля 2022 — назначен апостольским нунцием в Нидерландах);
- Питер Брайан Уэллс — (8 февраля 2023 — по настоящее время).